# Nematobrachion
Nematobrachion és un gènere de crustacis malacostracis de la família Euphausiidae. És un krill, semblants a petites gambetes, que viuen en els oceans.

## Taxonomia
- Nematobrachion boopis (Calman, 1896)
- Nematobrachion flexipes (Ortmann, 1893)
- Nematobrachion sexspinosus Hansen, 1911